# Mątowy Małe
Mątowy Małe (deutsch: Klein Montau) ist ein Dorf in Polen in der Woiwodschaft Pommern, im Powiat Malborski (Marienburg) in der Gemeinde Miłoradz und liegt an der Weichsel.
In Mątowy Małe leben etwa 180 Einwohner (2011).

## Geografie
Mątowy Małe liegt etwa 4 Kilometer südwestlich von Miłoradz, 12 km westlich von Marienburg und 44 km südlich von der Hauptstadt der Region Danzig.

## Geschichte
1920 wechselte Klein Montau vom deutschen Kreis Marienburg in den Landkreis Großes Werder des Freistaats Danzig. Mit Einnahme des Freistaates 1939 durch Deutschland und die folgende völkerrechtlich nicht anerkannte Annexion kam Klein Montau bis 1945 unter deutsche Herrschaft.
In den Jahren 1975 bis 1998 gehörte Klein Montau zur Woiwodschaft Elbląg.